# 城关回族镇 (睢县)
城关回族镇是中华人民共和国河南省商丘市睢县下辖的一个镇，位居县城，是睢县的经济、文化、信息中心。总面积25平方公里，人口62500余。

## 行政区划
城关回族镇下辖以下村级行政区划单位：
袁山路社区、建设路社区、解放路社区、生产路社区、康乐路社区、湖东路社区、文化路社区、西门里村、东关东村、小门里村、东关西村、南关村、东关南村和东关北村。

## 交通
西距河南省省会郑州市145公里，东距商丘市60公里，北距连霍高速入口10公里。

## 城建
城关回族镇地处县城，主要道路呈六纵七横分步，其中有睢州大道、凤城大道、世纪大道、振兴大道、中心大街、水口路、民主路、文化路、古襄路、拱州路等。
主要公园与广场有新世纪公园、湖滨广场、长霞广场等。

## 经济
2007年国内生产总值17.8亿元人民币，财政收入1005万元人民币，是商丘市十强乡镇。